# Comté de Saline (Missouri)
Pour les articles homonymes, voir Comté de Saline.
Le comté de Saline (en anglais : Saline County) est un comté des États-Unis, situé dans l'État du Missouri. Le siège du comté se situe à Marshall. Le comté date de 1820 et il fut nommé en référence aux sources chaudes de la région.  Au recensement de 2000, la population était constituée de 23 756 individus.

## Géographie
Selon le bureau du recensement des États-Unis, le comté a une superficie totale de 1 980 km² dont 23 km² en surfaces aquatiques. 

### Comtés voisins
- Comté de Carroll (Missouri)  (nord-ouest)
- Comté de Chariton  (nord-est)
- Comté de Howard (Missouri)  (est)
- Comté de Cooper  (sud-est)
- Comté de Pettis  (sud)
- Comté de Lafayette (Missouri)  (ouest)

### Routes principales
- Interstate 70
- U.S. Route 40
- U.S. Route 65
- Missouri State Highway 20
- Missouri State Highway 41
- Missouri State Highway 127
- Missouri State Highway 240

## Démographie
Selon le recensement de 2000, sur les 23 756 habitants, on retrouvait 9 015 ménages et 6 013 familles dans le comté. La densité de population était de 12 habitants par km² et la densité d’habitations (2 027 au total)  était de 5 habitations par km². La population était composée de 90,03 % de blancs, de 5,39 %  d’afro-américains, de 0,31 % d’amérindiens et de 0,35 % d’asiatiques.
30,60 % des ménages avaient des enfants de moins de 18 ans, 51,9 % étaient des couples mariés. 24,3 % de la population avait moins de 18 ans, 12 % entre 18 et 24 ans, 25,2 % entre 25 et 44 ans, 22,3 % entre 45 et 64 ans et 19,8 % au-dessus de 65 ans. L’âge moyen était de 37 ans. La proportion de femmes était de 100 pour 96,1 hommes.
Le revenu moyen d’un ménage était de 32 743 dollars.

## Villes et cités
| - Arrow Rock - Blackburn - Emma | - Gilliam - Grand Pass - Malta Bend | - Marshall - Miami - Mount Leonard | - Napton - Nelson - Slater | - Sweet Springs |